# Малику II
Малику II (Малих или Малх; ум. 69/70 год) — предпоследний царь Набатеи с 39/40 по 69/70 годы, сын царя Ареты IV Филодема. В период Первой Иудейской войны выступал в качестве союзника римлян, предоставляя им вспомогательные войска.

## Происхождение и начало правления
Малику II был старшим сыном набатейского царя Ареты IV Филодема от его первой жены Хулду; он вступил на престол после смерти отца в 39/40 году.
Приход Малику к власти приблизительно совпал с воцарением в Риме императора Клавдия, который существенно увеличил владения иудейского царя Ирода Агриппы I, пожаловав ему земли, ранее управлявшиеся этнархом Архелаем, в результате чего Иудейское царство возродилось в тех же границах, что имело при Ироде I Великом. В результате, вскоре после вступления на престол Малику II Набатейское царство вновь стало граничить с владениями Иродиадов.

## Правление
Источники не сохранили до наших дней каких либо сведений о взаимоотношениях Малику II с новым царём Иудеи Агриппой I. В 44 году Агриппа умер и всё его государство было включено в римскую провинцию Иудея, после чего Малику вновь вынужден был непосредственно взаимодействовать с римской администрацией, продолжая признавать над собой верховенство Римской империи.
В период Первой Иудейской войны Малику II выступал в качестве союзника римлян, предоставляя им вспомогательные войска. Иосиф Флавий повествует, что в походе Веспасиана на Иерусалим в 67 году участвовали присланные арабским царём Малхом 1000 всадников и 5000 пехоты (большей частью стрелков). О вспомогательных войсках Малику II в армии Тита, осадившей Иерусалим в начале 70 года, упоминает Тацит.
Царствование Малику II нельзя назвать удачным: при нём Набатея потеряла земли на севере Заиорданья, набатейские города пустыни Негев были разрушены в результате нападений кочевых племён самудян и сафатенцев (вероятно, в середине I века н. э.), что подорвало набатейское господство в Негеве и
полностью расстроило торговлю через Газу.
Малику II умер в 69/70 году, передав престол своему несовершеннолетнему сыну Раббэлю II под регентством Шукайлат II (на своих монетах Раббэль изображался вместе со своей матерью Шукайлат).

## Семья
Женой Малику была Шукайлат (II), о происхождении которой ничего не известно. Шукайлат играла заметную роль в управлении государством, будучи фактически соправителем мужа (в сохранившихся набатейских надписях фигурирует формула «Цари набатейцев» по отношению к Малику II и его жене) и исполняя обязанности регента после его смерти при их несовершеннолетнем сыне Раббэле II. Из набатейских надписей известны двое детей Малику и Шукайлат II: старшая дочь Гамалат (Гамилат) и сын Раббэль, унаследовавший престол после отца. Вторая дочь Малику, Хагру (Хагару), судя по всему, была рождена от другой его жены, имя которой не сохранилось. Эти дочери Малику II носили титул «цариц набатеев» и в дальнейшем стали жёнами их брата Раббэля II. Возможно, у Малику была ещё одна дочь, Ша‘удат, в пользу чего может свидетельствовать надпись «Ша‘удат, дочь Малику», обнаруженная на блоке из песчаника (который мог служить пьедесталом для статуи) возле монументальной лестницы храма Каср аль-Бинт в Петре.